# アラビア (フィンランド)

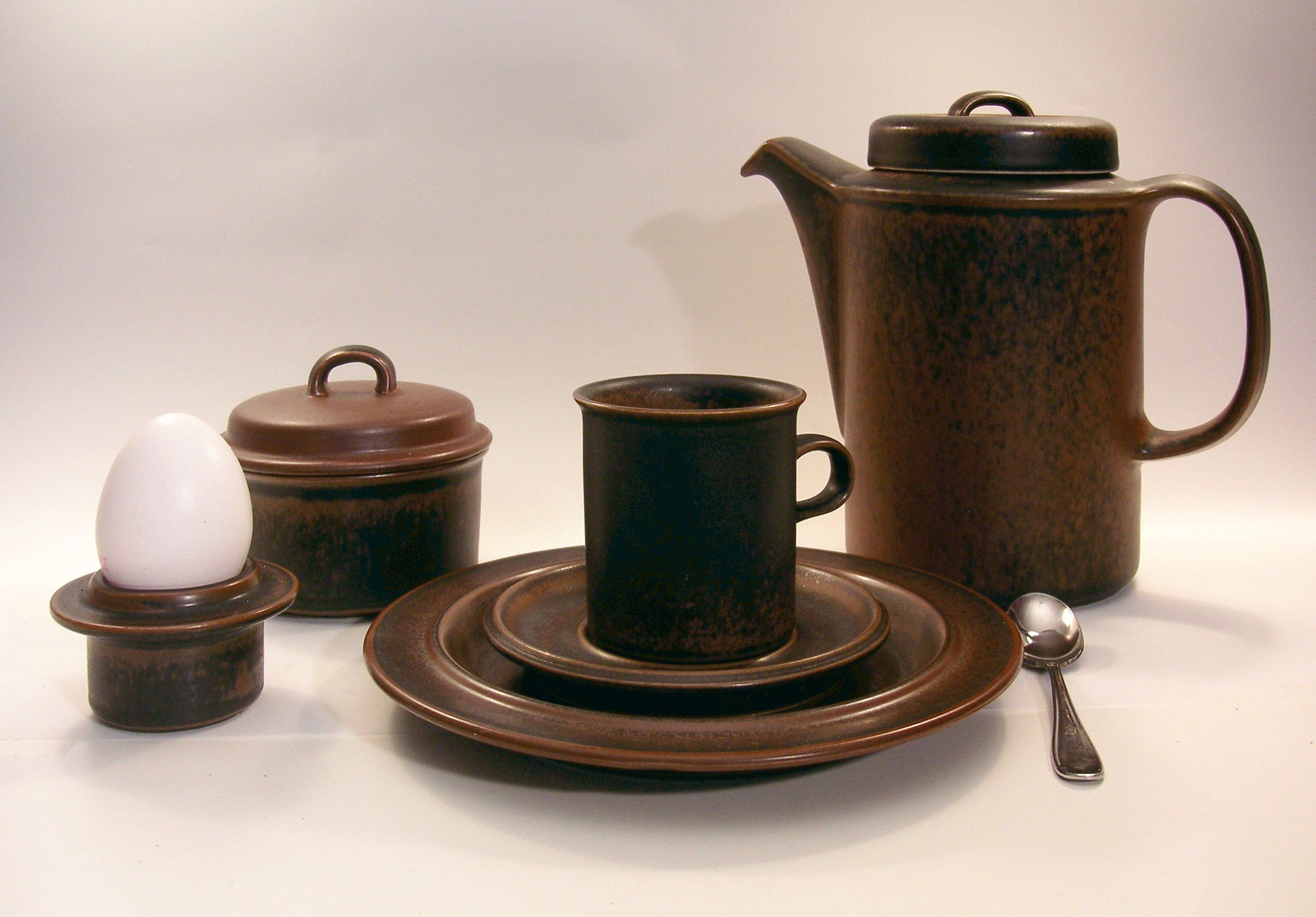
1970年代にデザインされた古典的なアラビア製品。

アラビア（Arabia）は、イッタラグループが所有するフィンランドの陶器ブランドである。キッチンウェア、テーブルウェア、陶器、衛生陶器に特化している。フィンランド国内におけるアラビア製品の評価は高く、特に古い製品は蒐集品として高値で取引されている。
最初に建造されたアラビアの陶器工場はトウコラ（ヘルシンキ）にある。同工場は、現在でもイッタラグループの製造の中枢のひとつとして稼働している。

## 関連文献
- フィンランドのアラビア手帖 （2013、パイインターナショナル） ISBN 978-4756244468

## 外部リンク

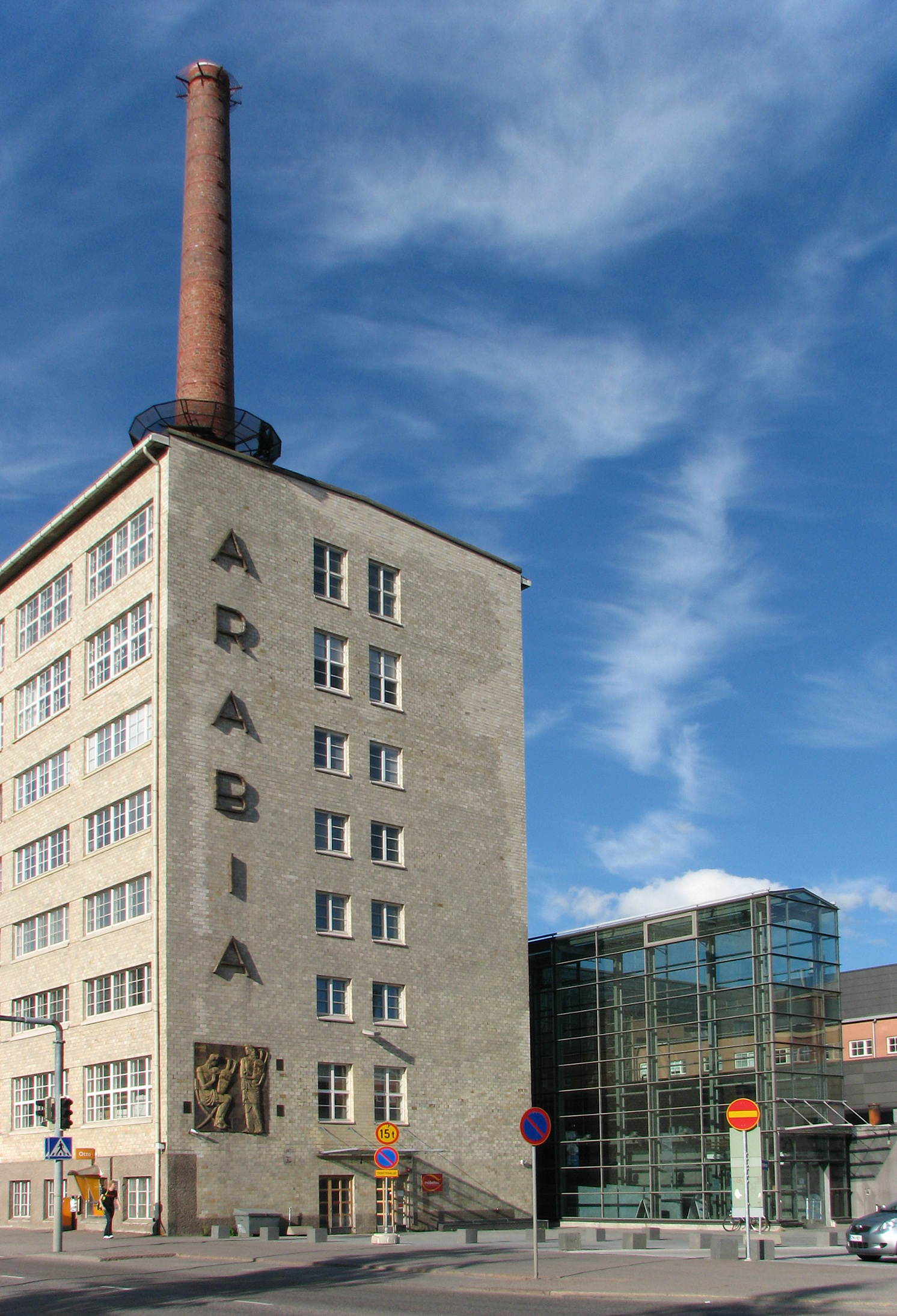
ヘルシンキにあるアラビア製造工場